# Offenbach-An den Eichen

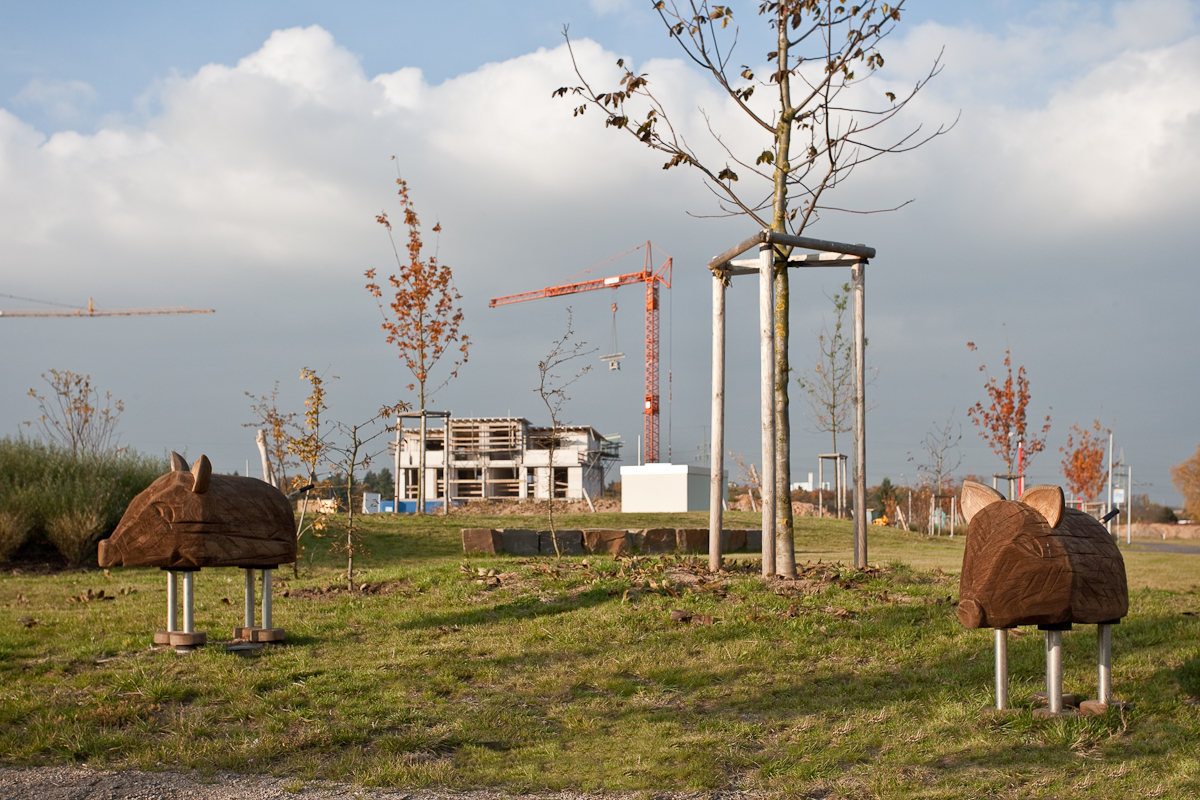
Neubaugebiet An den Eichen

An den Eichen ist eine Ortslage innerhalb des Stadtteils Waldheim der hessischen Großstadt Offenbach am Main.

## Ortslage
Die Ortslage entstand auf dem Gelände der ehemaligen Ortslage Lohwald, die vollständig rückgebaut wurde. An den Eichen liegt im Osten Offenbachs, im Norden grenzt es an weitere Teile Waldheims und im Süden an den Stadtteil Bieber. Im Osten befindet sich die Nachbargemeinde Mühlheim am Main und im Westen befinden sich einige Kleingärten.

## Entstehung

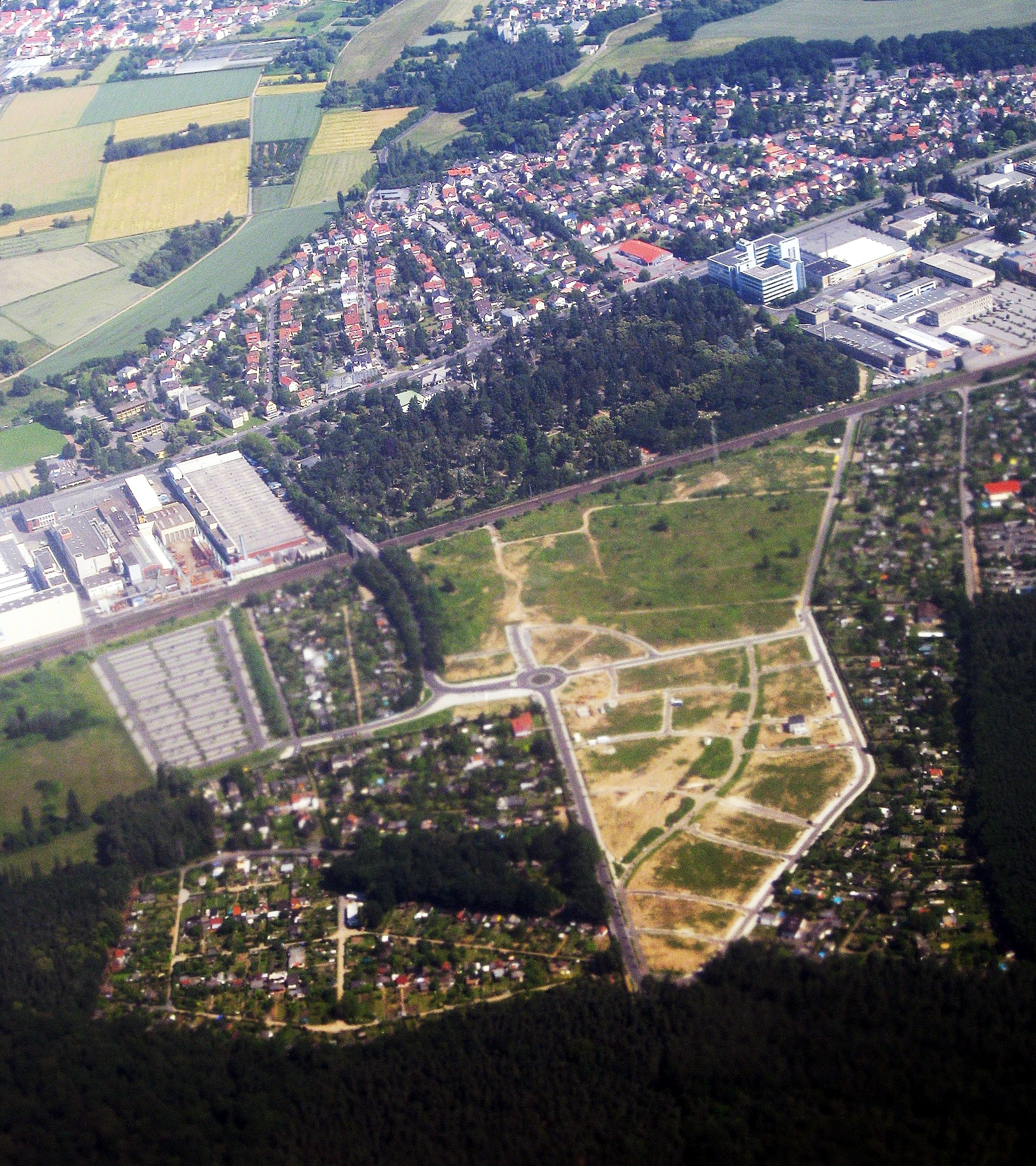
Die neue Ortslage An den Eichen (unten rechts)

Am 20. Mai 1999 beschloss die Stadt Offenbach, die zum sozialen Brennpunkt gewordene Ortslage Lohwald aufzulösen. Die Wohnhäuser wurden abgebrochen und die Bewohner auf andere Stadtteile verteilt. Die letzten Familien zogen im Juli 2003 um. Im Februar 2007 wurden die Abwasserleitungen verlegt und der Straßenbau begann im März des gleichen Jahres. Mittlerweile ist die Erschließung des Geländes für den Bau von Einfamilienhäusern mit einer neuen Straßenführung durch die stadteigene Erschließungs- und Entwicklungs GmbH abgeschlossen.
Die Ortslage sollte zunächst den Namen Waldheim-Süd erhalten und erstreckt sich auf 16,8 Hektar. Mittlerweile wurde aus dem geplanten Namen Waldheim-Süd nun An den Eichen.
In dem Neubaugebiet entstehen vorwiegend zweigeschossige Einfamilienhäuser in Reihenhausbauweise. Bis zu 1200 Menschen sollen einmal in circa 480 Wohneinheiten ein neues Zuhause finden.
Inzwischen leben in den rund 220 neu entstandenen Wohneinheiten circa 650 Menschen. Insgesamt 110 erschlossene Grundstücke sieht der städtebauliche Entwurf des Amtes für Stadtplanung, Verkehrs- und Baumanagement zukünftig vor, auf denen rund 175 Wohneinheiten für weitere 400 bis 500 Menschen entstehen können.